# Television Nishinippon Corporation
Television Nishinippon Corporation (株式会社テレビ西日本 Kabushikigaisha Terebinishinihon) (viết tắt: TNC) là mạng truyền hình địa phương tại Nhật Bản. Thành lập vào ngày 1 tháng 4 năm 1958. TNC là thành viên liên kết với mạng truyền hình Fuji News Network.